# Kreijelschans

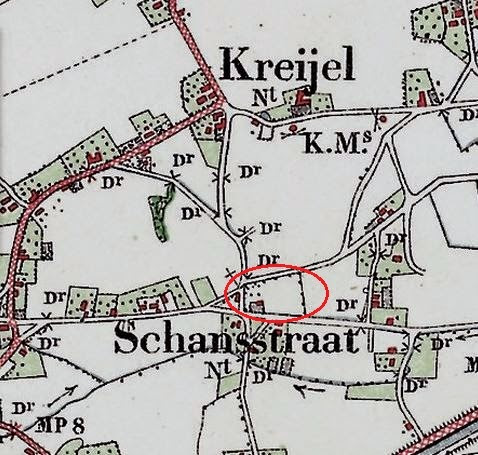
Kreijelschans op de topografische militaire kaart van 1912

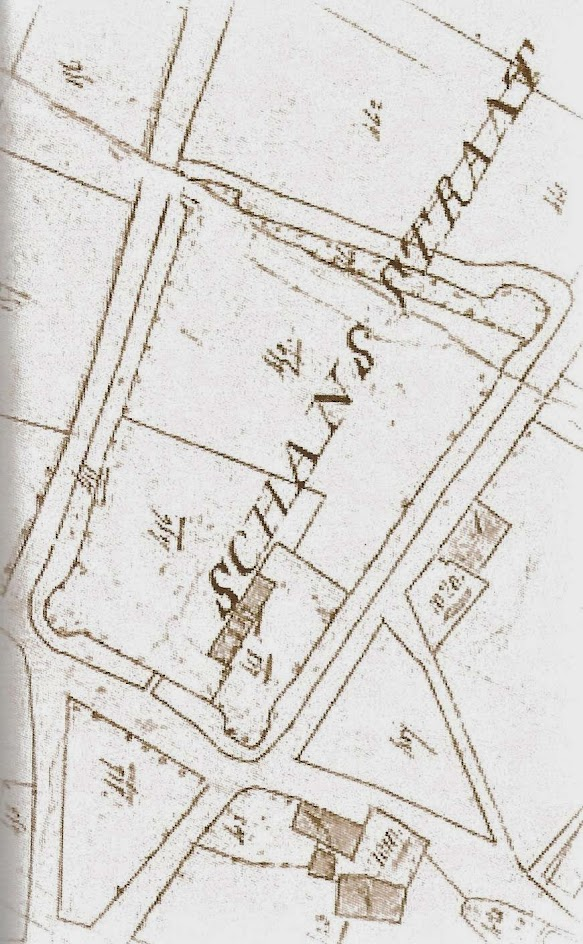
Kreijelschans op de oudste kadasterkaart

De Kreijelschans was een boerenschans in de Nederlandse gemeente Nederweert. De schans lag ten oosten van de stad Nederweert in buurtschap Kreijel, direct ten noordoosten van de kruising van de Hoofstraat en de Schansstraat.

## Geschiedenis
De schans kende een schansreglement dat waarschijnlijk uit 1794 stamde en nog bewaard gebleven is.
Op de Nettekening van rond 1840 wordt de schans aangeduid als een omgracht terrein.
In 1952 werd met een ruilverkaveling het terrein geëgaliseerd.

## Constructie
De schans had een rechthoekig plattegrond met op de hoeken bastions. Rond de schans lag een gracht.